# Jogos Desportivos Centro-Americanos de 2001
Os VII Jogos Desportivos Centro-Americanos aconteceram na capital da Guatemala, em 2001.

## Delegações
- Belize (149)
- Costa Rica (304)
- El Salvador (494)
- Guatemala (564)
- Honduras (334)
- Nicarágua (189)
- Panamá (143)

## Modalidades
- Atletismo
- Beisebol
- Basquetebol
- Boliche
- Boxe
- Ciclismo
- Esgrima
- Fisiculturismo
- Futebol
- Futsal
- Ginástica
- Handebol
- Halterofilismo
- Hipismo
- Judô
- Karatê
- Nado Sincronizado
- Natação
- Patinagem em velocidade em Patins em Linha
- Pólo Aquático
- Raquetebol
- Remo
- Softbol
- Squash
- Taekwondo
- Tênis
- Tênis de Mesa
- Tiro
- Tiro com Arco
- Triatlo
- Vôlei
- Vôlei de Praia
- Xadrez
- Wrestling

## Quadro de Medalhas
| Ordem | País            | Medalha de ouro | Medalha de prata | Medalha de bronze | Total |
| ----- | --------------- | --------------- | ---------------- | ----------------- | ----- |
| 1     | GUA Guatemala   | 146             | 122              | 98                | 366   |
| 2     | ELS El Salvador | 140             | 117              | 86                | 343   |
| 3     | COS Costa Rica  | 39              | 64               | 63                | 166   |
| 4     | PAN Panamá      | 16              | 12               | 24                | 52    |
| 5     | NIC Nicarágua   | 15              | 11               | 42                | 68    |
| 6     | HON Honduras    | 10              | 37               | 65                | 112   |
| 7     | BLZ Belize      | 3               | 5                | 11                | 19    |
| Total | Total           | 369             | 368              | 389               | 1126  |

Traduzido da wikipedia em inglês